# Angrebet i Kongsberg 2021
Angrebet i Kongsberg 2021 fandt sted 13. oktober 2021 hvor en mand skød flere mennesker med en pil og bue på et marked i centrum af Kongsberg, Norge, en by omkring 70 km vest for hovedstaden Oslo. Fem personer blev dræbt og to såret herunder en civil politibetjent,
og en formodet gerningsmand blev taget i forvaring. Gerningsmanden, der er identificeret som en 37-årig mand med dansk statsborgerskab, blev anholdt 45 minutter efter overfaldet under en konfrontation med politiet.
Få timer efter hændelsen udstedte Rigspolitiet nationalt påbud om bevæbning. Afgående statsminister Erna Solberg og justitsminister Monica Mæland holdt pressemøde om episoden samme aften.